# Warzęcha (zwyczajna)
Warzęcha (zwyczajna) (Platalea leucorodia) – gatunek dużego ptaka brodzącego z rodziny ibisów (Threskiornithidae), zamieszkujący Eurazję i Afrykę. Nie jest zagrożony.

## Podgatunki i zasięg występowania
Warzęcha zamieszkuje w zależności od podgatunku:
- Platalea leucorodia leucorodia – zachodnia i południowa Europa na wschód przez Azję Środkową po północne Chiny i Koreę, Bliski Wschód oraz Azja Południowa po Indie i Cejlon na wschodzie. Zimuje w Afryce, południowej Azji i południowo-wschodnich Chinach. Do Polski nieregularnie zalatuje (np. Wielikąt). W latach 80. XIX w. Antoni Kocyan obserwował okazy warzęchy na Czarnym Dunajcu koło Witowa i pod Nowym Targiem, a także na Czarnej Orawie[7]. Do 2017 r. odnotowano około 199 stwierdzeń, łącznie obserwowano około 345 osobników[8].
- Platalea leucorodia balsaci – wyspy w Parku Narodowym Banc d’Arguin u wybrzeży Mauretanii. Populacja osiadła.
- Platalea leucorodia archeri – wybrzeża Morza Czerwonego i Somalii. Populacja osiadła.

## Cechy gatunku
Upierzenie czysto białe, nogi i dziób ciemne. Z bliska widać nieregularne, faliste rysy poprzeczne brązowego koloru. Dziób na końcu łyżkowato rozszerzony i spłaszczony, żółty na końcu. U nasady dzioba i wokół oczu naga żółta skóra, w innych miejscach czarna. W okresie godowym u obu płci żółty czub z tyłu głowy (pióra ozdobne o długość 10–12 cm) i żółty nalot na piersi. Osobniki młodociane mają cały dziób różowy, a końce skrzydeł czarne. Budowa zbliżona do bociana, ale jest od niego mniejsza i ma czarne nogi. W locie wyciąga szyję i głowę, a za ogon nogi. Nie wydaje wtedy głosu. Usłyszeć „huh, huh, huh” można tylko gdy jest w gnieździe, oprócz tego klekoce. To ptak w większości wędrowny, populacja europejska do Afryki podzwrotnikowej odlatuje w sierpniu i wrześniu.
Wymiary średnie
- długość ciała ok. 80–90 cm[9]
- rozpiętość skrzydeł 115–130 cm[9]
- masa ciała 1,13–1,96 kg[5]

## Ekologia

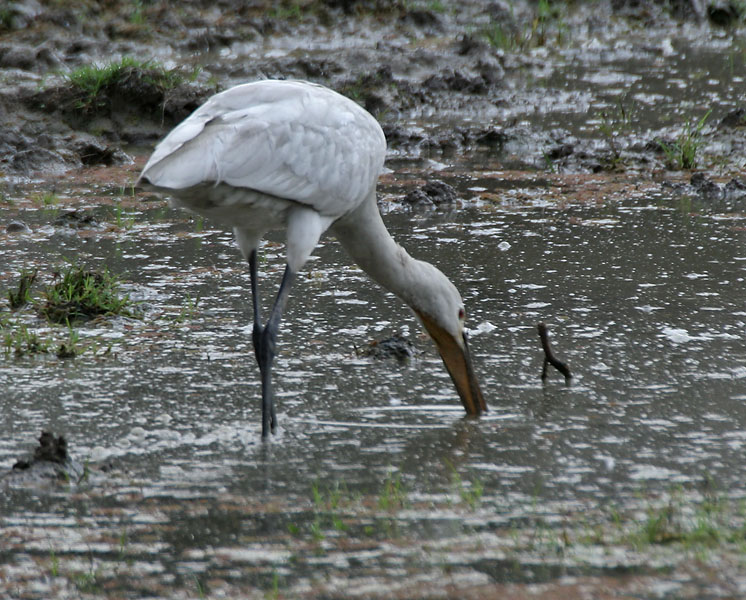
Żerowanie w Parku Narodowym Keoladeo w Bharatpur (Indie)

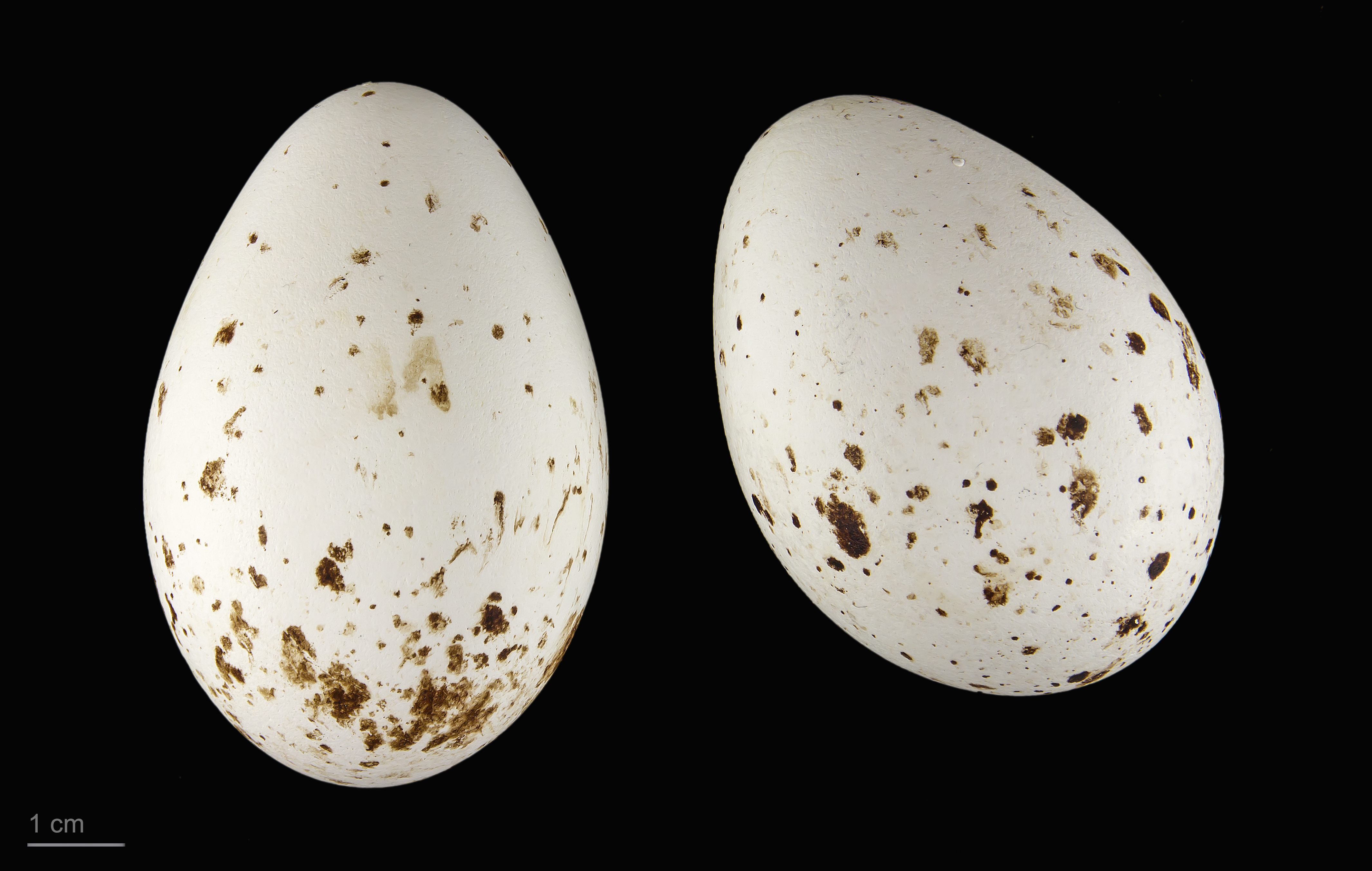
Jaja z kolekcji muzealnej

BiotopBrzegi wód słodkich i słonych (jeziora, stawy i bagna), o zarośniętych brzegach, lecz również o miejscach płytkich, z mulistym dnem, bez roślinności. Najczęściej w deltach rzek i przybrzeżnych lagunach zarośniętych gęstwinami trzcin, pałki i wikliny.
TokiNa lęgowiska wraca w kwietniu lub maju. W czasie toków ptaki stroszą długie pióra na głowach i zadzierają dzioby tak, by uwidocznić barwną plamę na piersiach.
GniazdoNa drzewie, krzakach i w zaroślach lub w dużych trzcinowiskach, zbudowane z gałązek i trzciny, wyścielone trawą i piórami. Budują je oboje rodzice. Używane jest przez wiele lat i może przybierać ogromne rozmiary. Warzęcha tworzy stałe, duże (liczące kilkaset – kilka tysięcy par) kolonie lęgowe, często wraz z innymi ibisowatymi.
JajaW ciągu roku wyprowadza jeden lęg, składając (pora zależy od lokalizacji geograficznej) 3–5 białych jaj w brunatne plamki, na grubym końcu gęściejsze.
Wysiadywanie i dorastanieJaja wysiadywane są przez okres 20–25 dni przez obydwoje rodziców. Pisklęta pozostają w gnieździe 6–8 tygodni karmione w tym czasie przez rodziców owadami wodnymi, larwami, robakami, mięczakami, skorupiakami i rzadziej drobnymi rybami i żabami. Młode mają czarne końce skrzydeł, czerwonobrązowy dziób i żółtawe łapy. Nie mają czubka.
PożywienieDrobne zwierzęta wodne. Poluje brodząc po płyciznach, zanurzając lekko otwarty dziób w wodzie i energicznie, łukowato poruszając głową i szyją na boki.

## Status i ochrona
Międzynarodowa Unia Ochrony Przyrody (IUCN) uznaje warzęchę za gatunek najmniejszej troski (LC – Least Concern) nieprzerwanie od 1988 roku. W 2015 roku liczebność światowej populacji, według szacunków organizacji Wetlands International, wynosiła około 63–65 tysięcy osobników. Globalny trend liczebności populacji nie jest znany.
Gatunek chroniony Konwencją o ochronie wędrownych gatunków dzikich zwierząt. W Polsce podlega ścisłej ochronie gatunkowej.